# 高山野丁香
高山野丁香（学名：Leptodermis forrestii），为茜草科野丁香属下的一个植物种。